# Alfred Bruggmann (Kabarettist)
Alfred «Fredi» Bruggmann (* 18. Dezember 1922 in Baden; † 8. Mai 2006 in Zollikon) war ein Schweizer Kabarettist, Drehbuchautor, Regisseur und Produzent.

## Leben
Alfred Bruggmann war ein prominenter Vertreter des schweizerischen Kabaretts. Von 1953 bis 1976 gehörte er zusammen mit Oskar Hoby, Regine Brandt und Ines Torelli (später Vera Furrer) zum Cabaret Rüeblisaft.
Von 1965 bis 1967 war er Leiter der Unterhaltungsabteilung des Radiostudios Zürich, wo er u. a. Hör- und Fernsehspiele verfasste. Danach arbeitete er als freier Autor, Schauspieler und Regisseur.
Zudem vertonte er zahlreiche Globi-Bücher als Kassetten – sein Vater Alfred Bruggmann war Mitgründer des bekannten Schweizer Comics. Für die Oper Der Alchimist von Max Lang schrieb er nach The Alchemist von Ben Jonson das Libretto.
Er war verheiratet mit Vera Furrer.

## Filmografie (Drehbuch)
- Hallo Amerika! Schweiz 1963, Dokumentarfilm
- Der Herr mit der schwarzen Melone (Verweistitel: Hochstapler für drei Tage), Schweiz 1960, Komödie mit Walter Roderer in der Hauptrolle
- Die Heuchler (Originaltitel: Die Gejagten), Schweiz/BRD 1961, Kriminalfilm mit Heinrich Gretler, Literaturverfilmung nach dem Roman Die Gejagten von Walter Blickensdorfer
- Sperrmüll (1976), Fernsehfilm mit Ernst Fritz Fürbringer, Regie Michael Haneke